# Równomierność oświetlenia
Równomierność oświetlenia – stosunek minimalnego natężenia oświetlenia do średniego natężenia oświetlenia dla określonej powierzchni.
Równomierność oświetlenia określa wzór: 
{\displaystyle U_{o}={\frac {E_{min}}{E_{sr}}},}
gdzie:
- {\displaystyle U_{o}} – równomierność oświetlenia;
- {\displaystyle E_{min}} – minimalne natężenie oświetlenia określone dla danej powierzchni wyrażone w luksach;

{\displaystyle E_{sr}} – średnie natężenie oświetlenia określone dla danej powierzchni wyrażone w luksach.
Równomierność oświetlenia ma wpływ na to jak bezpiecznie, szybko i komfortowo osoba wykonuje zadania wzrokowe. Pole zadania powinno być oświetlone z jak największą równomiernością oświetlenia.